# Andrés López
Andrés López Correa (* 9. Mai 1992) ist ein mexikanischer Badmintonspieler. 

## Karriere
Andrés López gewann die Mexico International im Herrendoppel mit Lino Muñoz. Mit ihm gewann er auch Silber bei den Zentralamerika- und Karibikspielen 2010 und Bronze bei den Panamerikaspielen 2011.

## Sportliche Erfolge
| Saison | Veranstaltung                     | Disziplin    | Platz | Name                            |
| ------ | --------------------------------- | ------------ | ----- | ------------------------------- |
| 2010   | Mexico International              | Herrendoppel | 1     | Lino Muñoz / Andrés López       |
| 2010   | Mexico International              | Mixed        | 1     | Andrés López / Victoria Montero |
| 2010   | Zentralamerika- und Karibikspiele | Herrendoppel | 2     | Lino Muñoz / Andrés López       |
| 2010   | Zentralamerika- und Karibikspiele | Mixed        | 3     | Andrés López / Victoria Montero |
| 2011   | Panamerikaspiele                  | Herrendoppel | 3     | Lino Muñoz / Andrés López       |
| 2011   | Mexico International              | Herrendoppel | 1     | Lino Muñoz / Andrés López       |
| 2011   | Mexico International              | Mixed        | 1     | Lino Muñoz / Victoria Montero   |